# Iglesia de San Lamberto (Maastricht)
La Iglesia de San Lamberto (en neerlandés: Sint-Lambertuskerk) es el nombre que recibe una iglesia en Maastricht , Limburgo, en los Países Bajos.
Construida entre 1914 y 1916, la iglesia recibe el nombre del santo nacido en Maastricht Lamberto. En el momento de su finalización, fue la primera iglesia fuera de la antigua muralla . La iglesia fue diseñada por Hubert van Groenendael en estilo neorrománico en una planta cruciforme. La iglesia fue manejada inicialmente como una parroquia católica.
Se le realizó una extensa restauración que comenzó a principios de 2010 y duró hasta noviembre de 2012.

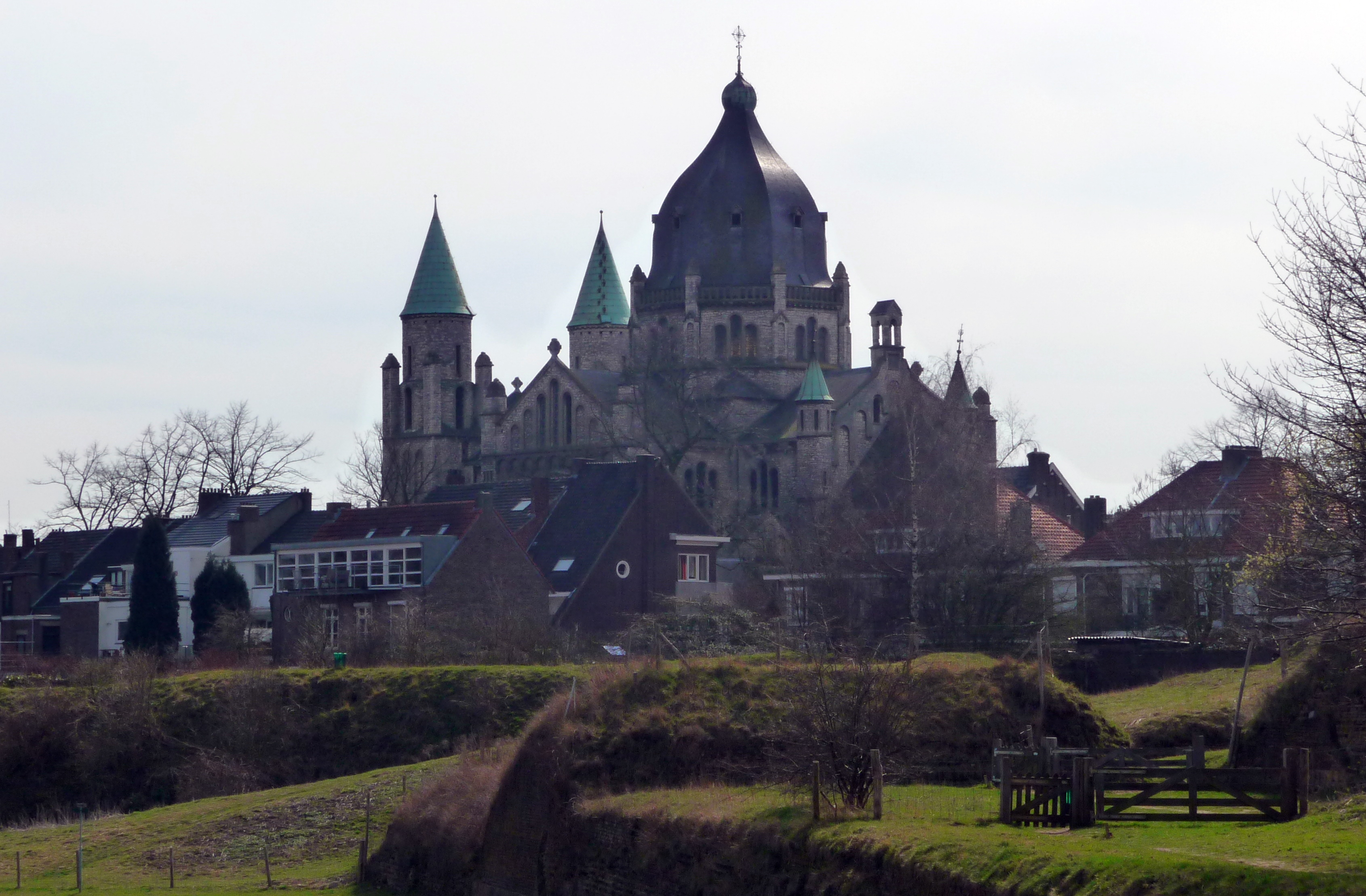
Vista de la iglesia
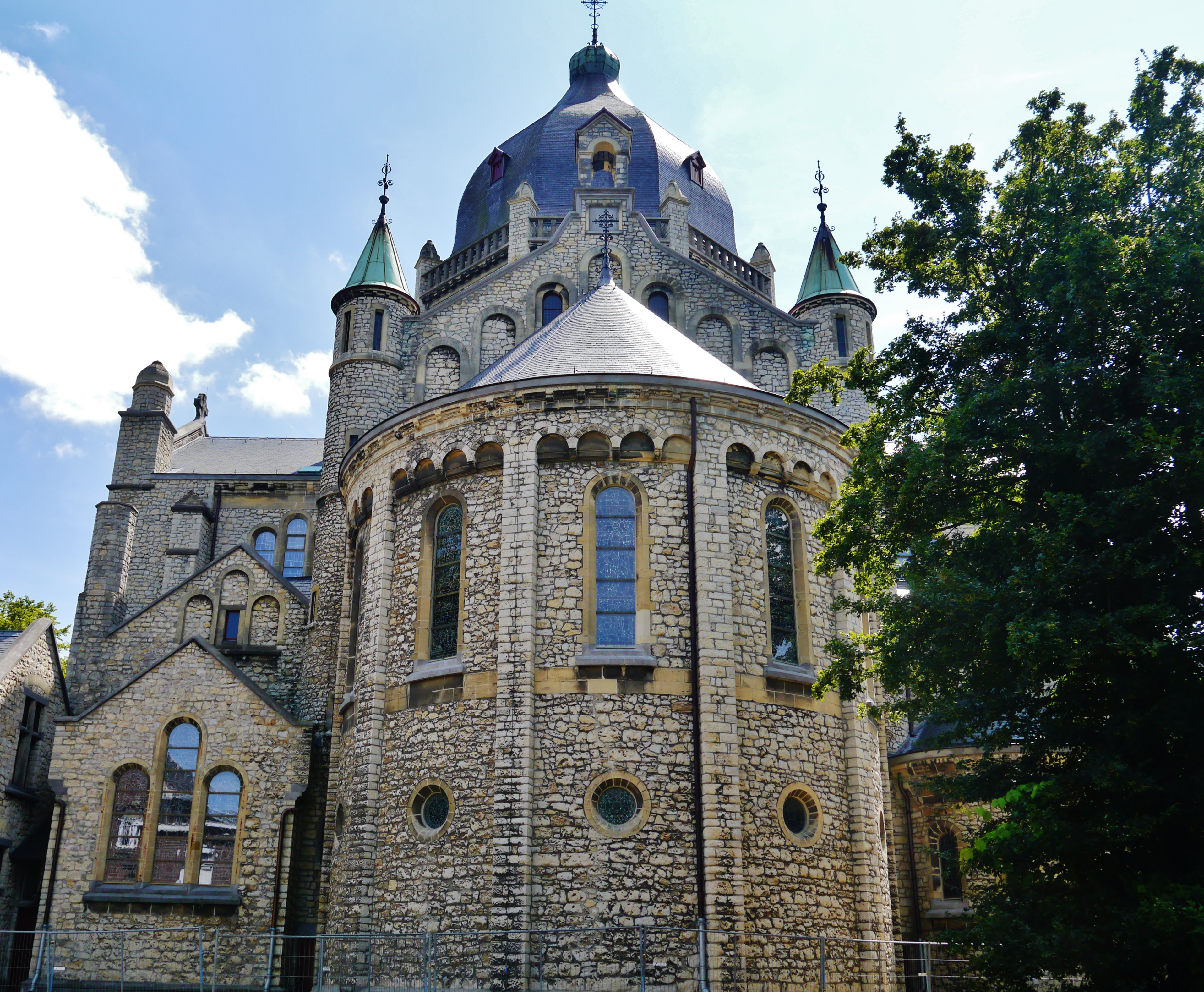
Ábside y cúpula
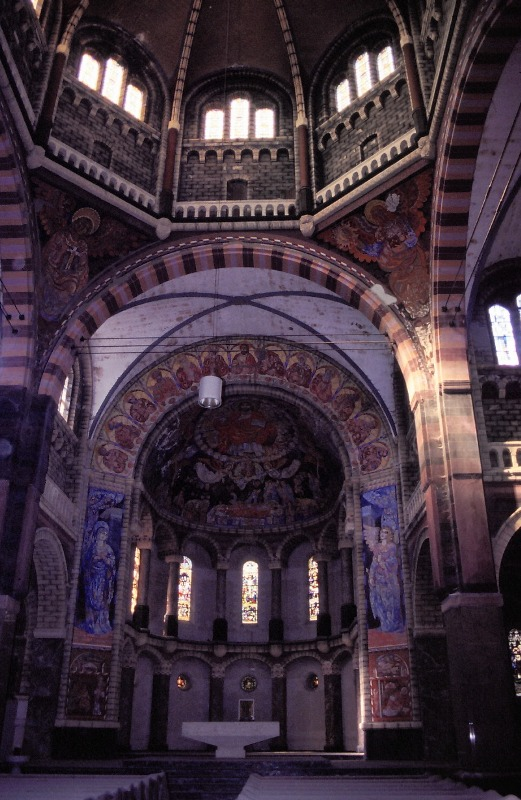
Interior en 2005
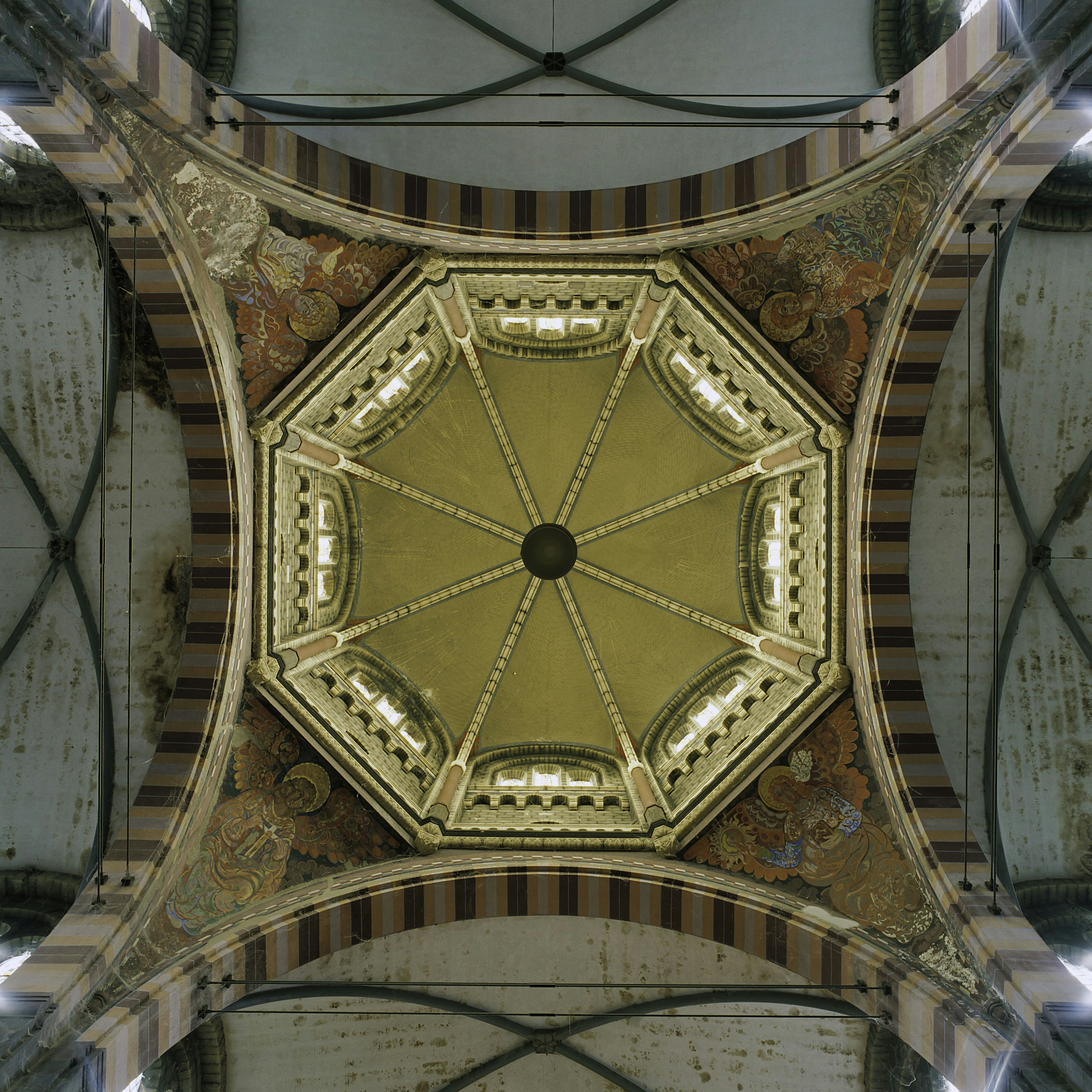
Interior - cúpula

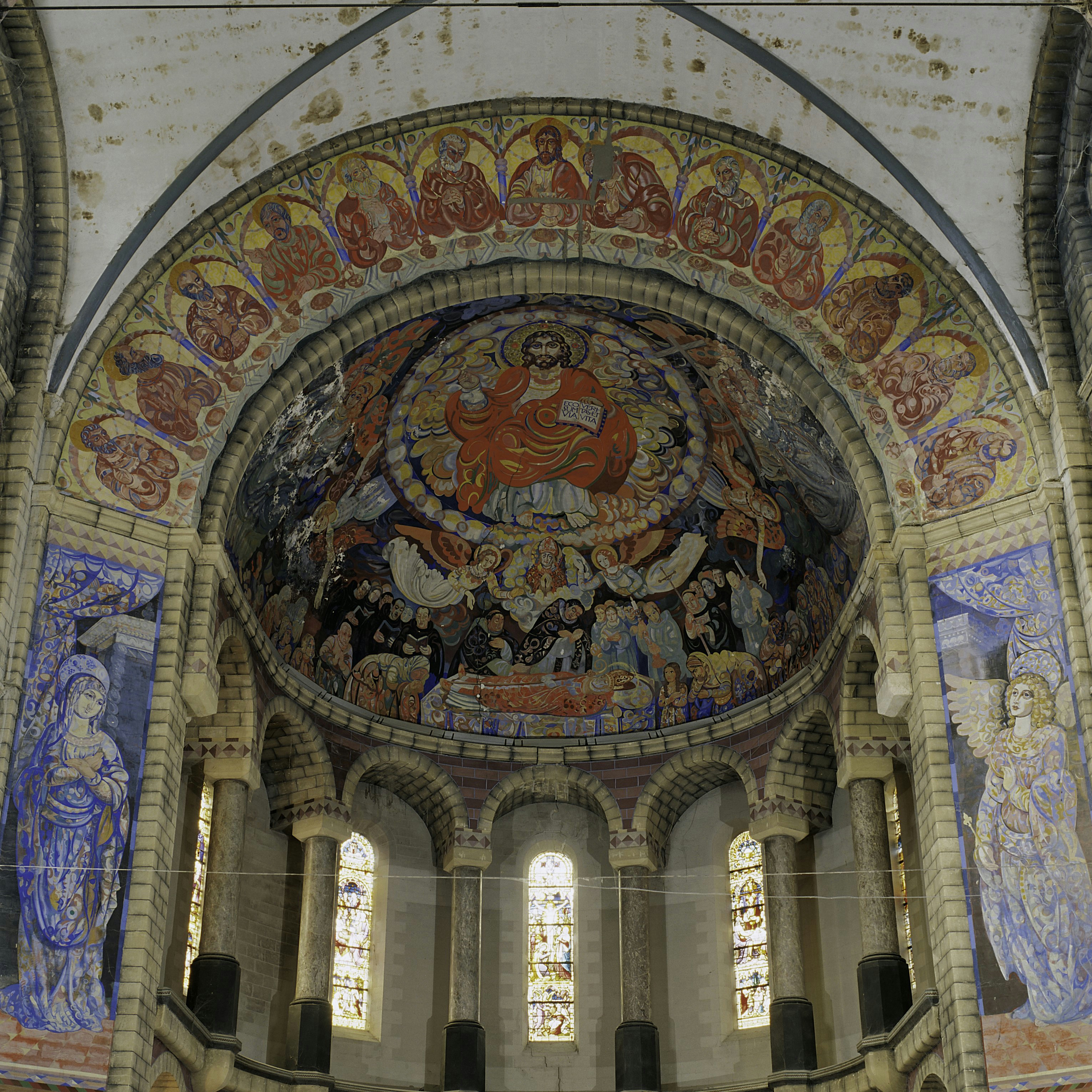
Interior - coro
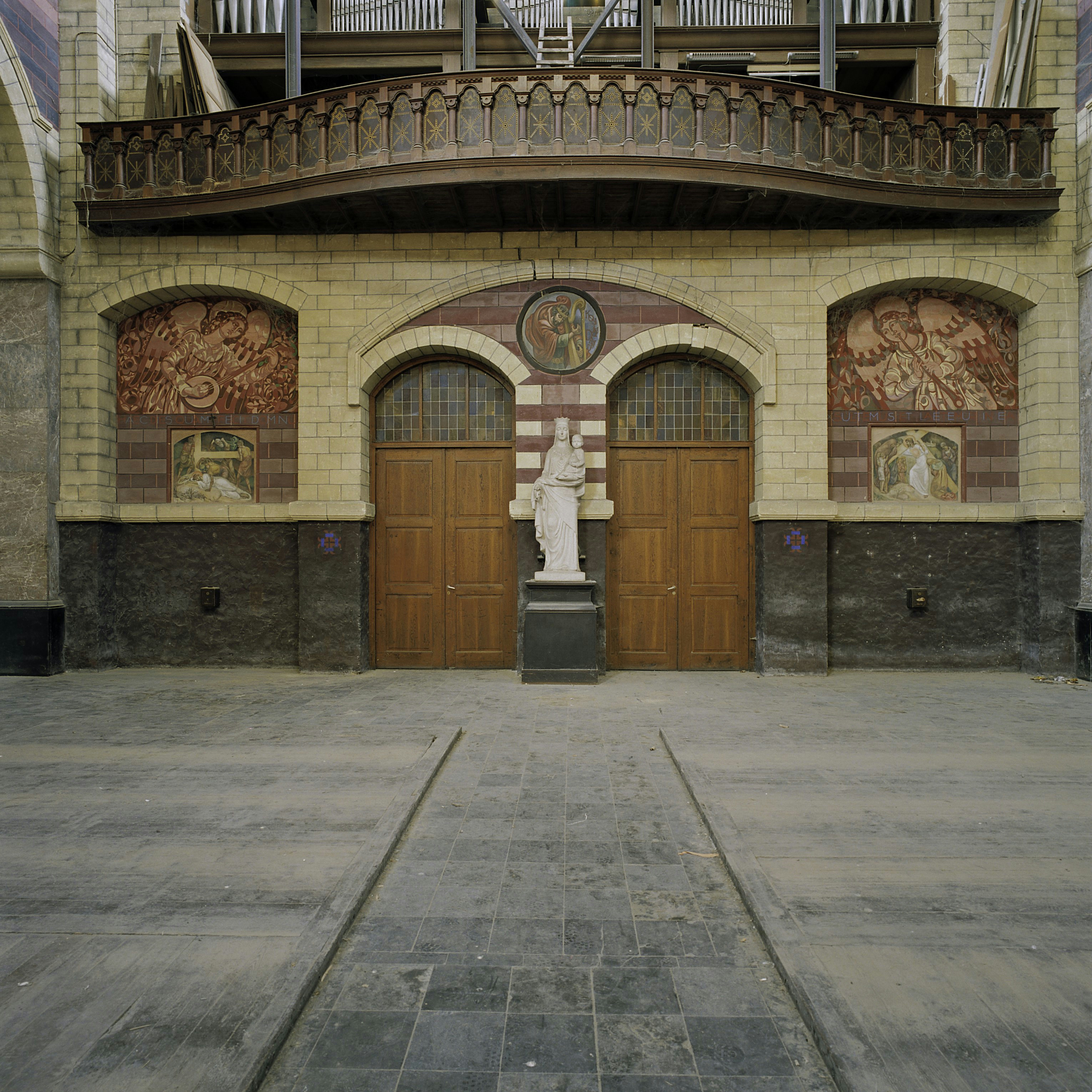
Entrada occidental
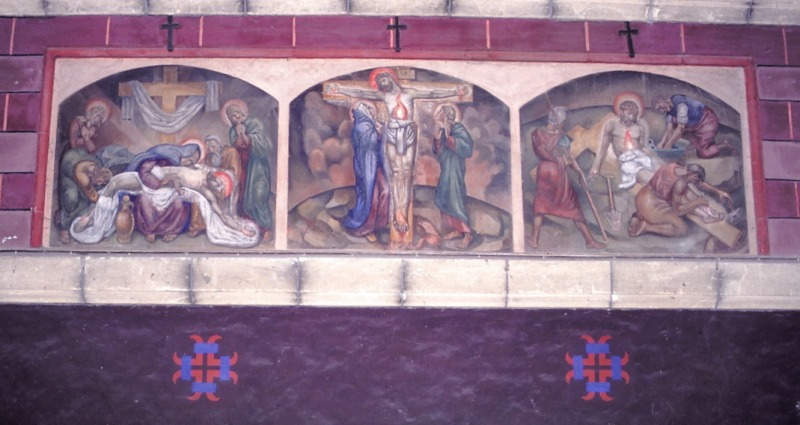
Estaciones de la cruz